# Метательный нож
Метательный нож — разновидность ножа, предназначенная для метания. Как правило, ножи для метания не являются холодным оружием и предназначены для тренировок и участия в спортивных соревнованиях.

## Конструкция
Хотя метать можно любой нож, существуют специально предназначенные для этого ножи особой конструкции. Клинок как правило тяжелее рукояти. Используется колющий фактор, поэтому форма клинка копьеобразная и лезвие может отсутствовать. Эфес имеет следующие особенности :
- Упрощённая рукоять, отсутствуют упоры на рукоятке, подпальцевые выемки и ограничитель. Ибо такие ножи не используются для резки и нет нужды в удобном хвате, а также этим снижается вес рукояти.
- Отсутствуют накладки на рукояти. Ибо будучи сделаны из дерева или пластика, они раскалываются от удара, оставляя осколки и торчащие из хвостовика заклёпки.

### Популярные модификации
Метательные ножи, как правило, представляют собой металлическую пластину, не имеют ярко выраженной рукояти и тем более гарды (упора-ограничителя), что практически сводит на нет возможность применения такого ножа в рукопашной схватке. Тем не менее существует нож «Мангуст-М» более известный как Стриж, сконструированный Владимиром Сергеевичем Ковровым, имеющий подпальцевые подхваты.
На Всероссийских и международных официальных соревнованиях используют ножи единого типа «Unifight PRO», утверждённого международной федерацией «Универсальный бой». Общая длина — 260 мм, длина лезвия — 150 мм, толщина обуха — 6 мм, вес — 285 гр. Нож не затачивается и обязательно имеет знак федерации «Unifight», клеймо производителя и сертифицирован как предмет хозяйственно-бытового назначения и потому не является холодным оружием.
В основном популярны и пользуются спросом несколько видов ножей для спортивного метания ножа: «Unifight PRO», «Осётр», «Лидер», «МОФСМН» и др.
«Осётр» и «Лидер» были сконструированы Владимиром Ковровым, Ножи изготавливаются из стали 30ХГСМ. «Лидер» — это нож с центром тяжести, смещённым в сторону острия, который удерживается перед броском за рукоять, так как его баланс делает такую форму хвата оптимальной. Такой нож подходит для всех, благодаря его небольшому весу и форме. Его неширокое лезвие «прощает» такую ошибку, как разворот кисти во время броска. «Осётр» — наиболее распространённый на сегодняшний день нож для спортивного метания. Предназначен для более опытных метателей, хотя многие начинают именно с него. До 2012 года использовался на официальных соревнованиях.
«Unifight PRO» имеет большую ширину обуха, чем «Лидер» и «Осётр», и, соответственно, больший вес. Разработал Виталий Ким. Выпускается в двух вариантах: «Unifight PRO» и «Unifight PRO-L» — то есть облегчённый вариант для женщин и юниоров. На данный момент только эти два ножа допускаются на официальные соревнования по версии федерации «Универсальный бой».
«МОФСМН» — несколько новый вид ножа, разработан РОО «Московская областная федерация спортивного метания ножа» (авторы: Трохов А. А. и Гусляков К. П.) и предназначен для подготовки как начинающих метателей, так и профессиональных спортсменов. Нож немного легче, чем «Unifight PRO» (вес — 290 гр.), за счет узкой рукояти более удобен в хвате, легче сход ножа при метании. Поэтому быстрее нарабатываются навыки спортивного метания ножа.

## Типы
Принято разделять метательные ножи на 4 основных типа:
1. Сверхлёгкие ножи. Они являются самыми маленькими из возможных. Часто их сравнивают с дротиками и наконечниками от стрел. Далеко такие ножички не летают, поскольку они очень зависимы от ветра, и под его воздействием меняют свою траекторию.
2. Лёгкие ножи замечательно подойдут для начинающих спортсменов и любителей. Лёгкий вес лучше подходит для нетренированной кисти и помогает избежать спортивных травм новичкам.
3. Ножи среднего веса. Ножи данного типа чаще всего используются спортсменами и профессионалами. Как правило, длина таких ножей варьируется от 20 до 25 сантиметров, а их вес преимущественно находится в районе 120—200 грамм.
4. Тяжёлые ножи. Такие ножи предназначены для людей, любящих солидный вес ножа. Ножи данного типа чаще всего используют для метания на дальние дистанции, а также люди, обладающие серьёзными физическими габаритами. Всё потому, что ножи среднего веса и легче банально неудобны для использования физически большими людьми. Длина таких ножей начинается от 26,5 сантиметров, а их вес от 200 граммов и выше.

## Для справки
Хотя сочетание «метательный нож» является общепринятым, технически, оно не является правильным. Метательное оружие обычно включает в себя два элемента: устройство для метания (например лук) и метательный снаряд (например стрела). Нож же является единым и не делится. Его метают, а не с помощью него. Правильнее говорить метаемый нож, т.е. предназначенный для метания.